# Zentraler Venenkatheter

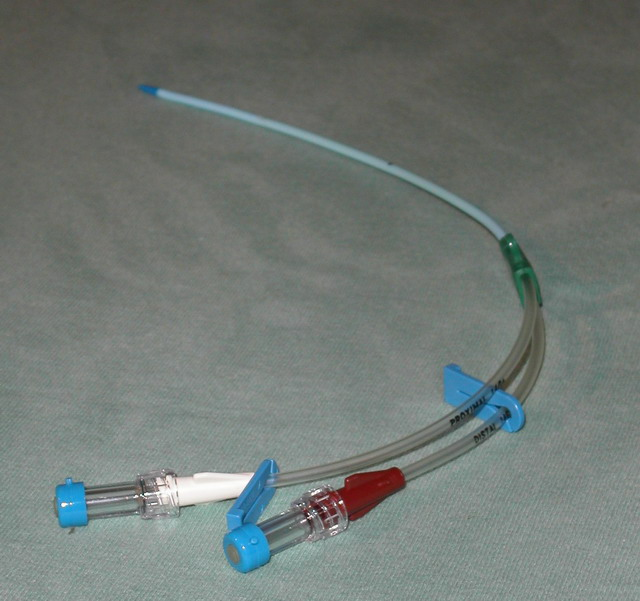
Doppellumiger ZVK

Skizzenhafte anatomische Lageverhältnisse eines nicht getunnelten, zentralen Venenkatheters in der rechten Vena subclavia. Nicht abgebildet ist die Nähe zur Pleura.

Der zentrale Venenkatheter oder zentralvenöse Katheter (ZVK; Synonyme: Cavakatheter, Kavakatheter, Zentralvenenkatheter, Zentralvenöser Zugang) ist ein dünner Kunststoffschlauch, der über eine Vene (Blutader) der oberen Körperhälfte in das Venensystem eingeführt wird und dessen Ende in der oberen oder unteren Hohlvene vor dem rechten Vorhof des Herzens liegt.
Im Unterschied zu peripheren Venenkathetern erlaubt ein ZVK die Zufuhr hochkonzentrierter Elektrolyt- und Nährstofflösungen und die Messung des zentralvenösen Druckes (ZVD) als Anhalt für das intravaskuläre Volumen (= Blutvolumen). Die Anlage eines zentralen Venenkatheters (nach Punktion oder – als Venae sectio – operative Freilegung der Vene) ist aufwendiger und komplikationsträchtiger als die eines peripheren Venenverweilkatheters, so dass dieser Eingriff einer strengen Indikationsstellung bedarf unter Berücksichtigung der weiter unten angegebenen Kontraindikationen.
Wird der ZVK komplett unter der Haut angelegt und endet er in einem kleinen durch die Haut anstechbaren Reservoir, spricht man eher von einem Portkatheter. Wird der ZVK durch eine zentrale Vene bis in den rechten Vorhof, dann weiter durch die rechte Kammer bis in die Pulmonalarterie vorgeschoben, handelt es sich um einen Swan-Ganz-Katheter, der hinter dem rechten Vorhof und der rechten Herzkammer im Stamm der Arteria pulmonalis zu liegen kommt.

## Indikationen und Kontraindikationen
Für die Anlage eines zentralen Venenkatheters gibt es mehrere Indikationen:
- Infusion von Lösungen und Medikamenten, die stark venenreizend wirken (höherdosiertes Natriumbicarbonat, Kaliumchlorid sowie energiereiche Glucose- oder Aminosäureninfusionen insbesondere im Rahmen einer parenteralen Ernährung)
- kontinuierliche Infusion von kreislauf- und herzwirksamen Medikamenten (z. B. Katecholaminen)
- fehlende Möglichkeit der Anlage eines peripheren Infusionszugangs, zum Beispiel im Schock (vor allem Volumenmangelschock und septischer Schock), bei ausgedehnten Verbrennungen, bei Hypothermie oder bei lange dauernden Infusionstherapien mit rezidivierenden Punktionen peripherer Venen
- Messung des zentralen Venendruckes
- Massivtransfusionen
- Kreislaufinstabilität
- intubierte und beatmete Patienten
- OP mit Gefahr einer Luftembolie (Luftansammlungen im rechten Herzen können im günstigen Fall über einen bis in den rechten Vorhof vorgeschobenen ZVK abgesaugt werden)

Relative Kontraindikationen sind anatomische Fehlbildungen aufgrund des Risikos von Fehlpunktionen, Störungen der Blutgerinnung wegen des Risikos von ausgedehnten Blutergüssen, schwere chronische und akute Lungenerkrankungen, bei denen das Risiko eines Pneumothorax besteht und Allergie des Patienten auf die ZVK-Materialien.
Da die Anlage eines ZVK ohnehin nur bei eindeutiger Indikation durchgeführt werden sollte, kann sie auch nach Risiko-Nutzen-Abwägung bei Vorliegen dieser relativen Kontraindikationen erfolgen.
ZVKs gibt es mit bis zu sieben Lumina. Am häufigsten werden zwei- und dreilumige Varianten gewählt. Es können dann über einzelne Lumina z. B. parenterale Ernährung, Katecholamine und sonstige Medikamente parallel laufen, ohne die Gefahr von chemischen Inkompatibilitäten zwischen den einzelnen Substanzen. Allerdings erhöht sich mit ansteigender Anzahl der Lumina das Infektionsrisiko, so dass die Indikation für mehrere Lumina streng gestellt werden sollte.

## Zugangswege für den ZVK
- bevorzugte Zugangswege:
  - Vena jugularis interna am Hals

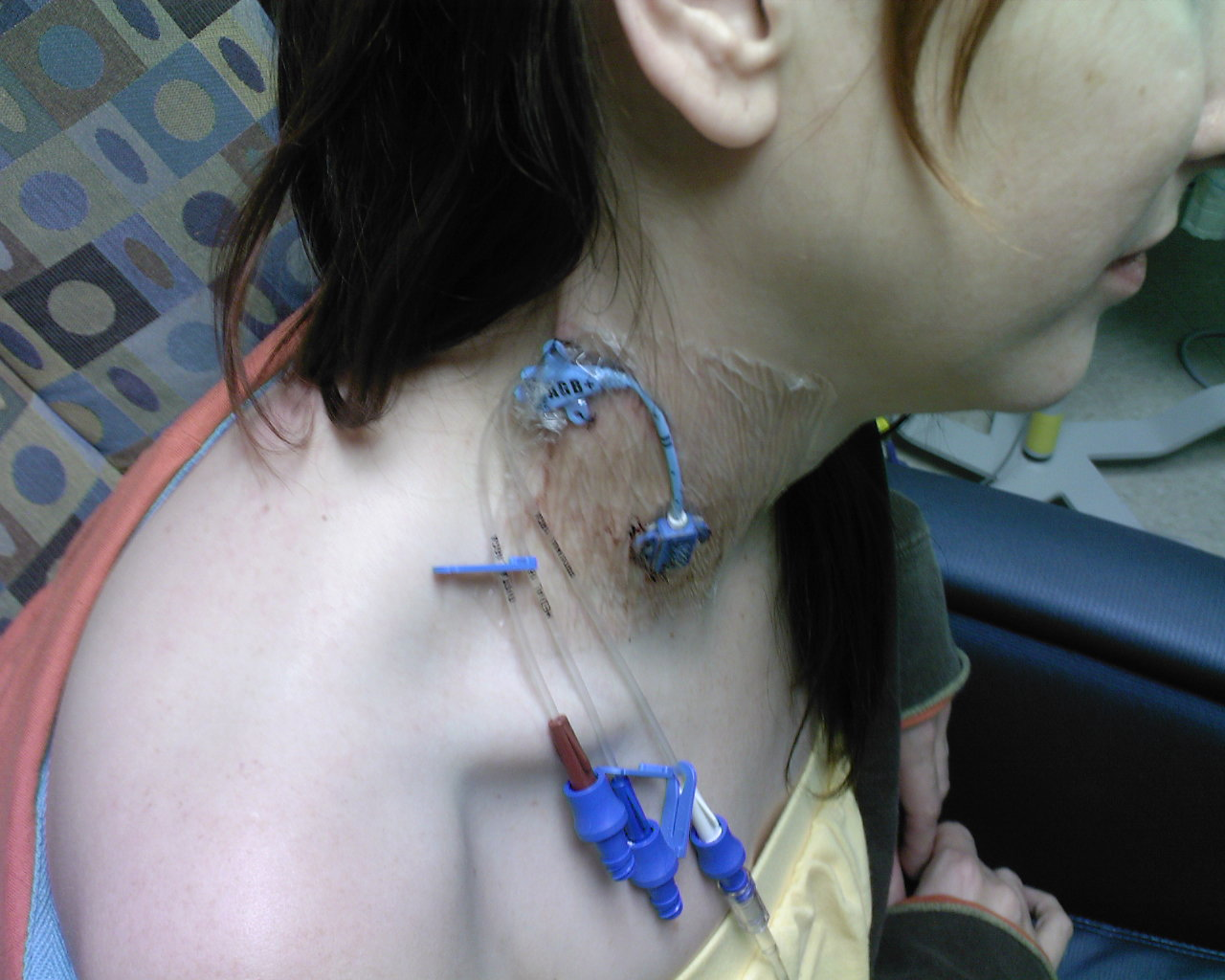
In der Vena jugularis interna liegender Katheter

  - Vena subclavia unter (oder über)[1][2] dem Schlüsselbein
- weitere Zugangswege:
  - Vena basilica am Arm
  - Vena anonyma am Hals syn. Vena brachiocephalica
  - Vena cephalica Äußere Ellenbeugenvene
  - Vena brachialis Innere Ellenbeugenvene
  - Vena jugularis externa am Hals
  - Vena femoralis in der Leiste

Der bevorzugte Zugangsweg ist für viele Ärzte die Vena jugularis interna am seitlichen Bereich des Halses. Hier ist die Vene anhand anatomischer Landmarken in der Regel leicht zu finden und sonographisch gut darzustellen. Es handelt sich zudem um eine große, hinter Muskeln fixierte und im Liegen fast immer offene Vene. Der rechtsseitigen Punktion wird häufig der Vorzug gegeben, da die Vene aufgrund ihres Verlaufes hier einfacher zu treffen ist und der auf der Gegenseite einmündende Ductus thoracicus nicht verletzt werden kann.
Es besteht auch das Risiko, bei Fehlpunktionen die Arteria carotis communis zu punktieren (was aber unter sonographischer Sicht minimiert werden kann). Dies kann zu einer Thrombusbildung in der A. carotis mit anschließender Thromboembolie in hirnversorgenden Gefäßen und damit zu einem apoplektischen Insult (Schlaganfall) führen. Auch ein akuter Verschluss der A. carotis durch Thrombenbildung kann zu einem Apoplex führen.
Als Alternative bietet sich die Vena subclavia unter dem Schlüsselbein an. Vorteile sind in der Hand des Erfahrenen eine klare anatomische Orientierung und eine oft schnell mögliche Anlage. Vor allem bei einem Volumenmangel ist dieser Zugangsweg vorteilhaft, weil diese Vene zwischen Schlüsselbein und 1. Rippe aufgespannt und damit immer entfaltet ist (die Vena jugularis interna kann kollabiert und nicht zu punktieren sein). Die Strecke vom Durchtritt durch die Haut bis zum Eintritt in die Vene ist relativ lang, was eine Infektionsbarriere darstellt. Subclaviakatheter können daher häufig länger belassen werden, bevor eine katheterassoziierte Infektion eintritt. Die meisten Patienten empfinden den Subclavia-Katheter auch als weniger störend als den am Hals austretenden Jugularis-interna-Katheter. Schwerwiegende Nachteile sind die Gefahr eines Pneumothorax bei versehentlicher Punktion der Lungenspitze und nur schwer beherrschbare Blutungen in die Haut und in den Brustkorb, da die Vena subclavia einer Kompression von außen nicht zugänglich ist. Fehlpunktionen der Arteria subclavia sind häufig, bleiben für den Patienten jedoch meist ohne nachteilige Folgen. Wegen der Gefahr eines Pneumothorax sollte bei einseitigen Lungenerkrankungen nicht die gesunde Seite punktiert werden. Aus demselben Grund ist bei Fehlpunktion eine erneute Punktion auf der Gegenseite nach Möglichkeit zu unterlassen.
Unter Umständen kann der Zugang über die Vena jugularis externa – sofern sie von außen gut sichtbar ist – eine technisch einfache Alternative darstellen, ist jedoch mit häufigen Fehllagen (z. B. Abknicken des Katheters in andere Venen oder nach kranial) verbunden.
Die Anlage eines zentralen Venenkatheters kann durch thrombotische Gefäßverschlüsse im Bereich von Vena subclavia, Vena jugularis interna oder Vena anonyma möglicherweise erschwert sein und zu frustranen Punktionsversuchen des jeweils verwendeten Gefäßes führen.
Die Punktion der Armvenen ist nicht immer möglich, wenn auch insgesamt komplikationsarm. Auch kann der Katheter insbesondere bei Punktion der Vena cephalica nicht immer ausreichend weit vorgeschoben werden. Wegen des langen Katheters sind Komplikationen wie Phlebitis oder Thrombose der Armvenen häufiger, so dass ein Armvenenkatheter meist nur wenige Tage belassen werden kann.
Die Vena femoralis in der Leiste stellt einen technisch eher einfach zu punktierenden Gefäßzugang dar. Ein hier gelegter Katheter ist mit einem Thromboserisiko der Beinvene verbunden. Auch Läsionen des N. femoralis sind möglich. Aus hygienischer Sicht (Besiedlung der Leistengegend mit aeroben und anaeroben Bakterien) ist eine Punktion der Vena femoralis kritisch zu sehen. Vor allem wegen möglicher (und im Vergleich zum Subclavia-Katheter häufigerer) infektiöser Komplikation eignet sich dieser Zugangsweg weniger zur längeren Belassung des Katheters. Nicht-bettlägerige Patienten werden durch den Femoraliskatheter im Mobilisationsprogress eingeschränkt, Gehen, Laufen oder Physiotherapie in aufrechter Körperposition sind allenfalls nur sehr eingeschränkt möglich. Die Vena femoralis sollte möglichst nur dann zur Punktion gewählt werden, wenn andere Punktionsorte nicht in Frage kommen oder allenfalls für eine passagere Anlage, bis unter möglicherweise verbesserten Ausgangsbedingungen ein Katheter in die Vena jugularis oder Vena subclavia gelegt werden kann.

## 3Sites-Studie
In der französischen multizentrischen randomisierten klinischen Studie „3Sites“ verglich die Arbeitsgruppe von Jean-Jacques Parienti die Komplikationsraten der ZVK-Anlage über die Venae subclavia, jugularis und femoralis. Es wurden 3471 ZVK bei 3027 Patienten gelegt, die im Mittel fünf Tage verblieben. Als primärer Endpunkt galten eine katheterassoziierte Infektion oder Thrombose. Dieser wurde auf 1000 Katheterliegetage berechnet bei 1,5 Patienten der Subclavia-Gruppe, 3,6 derer mit Jugularis-ZVK und 4,6 mit Femoraliskatheter erreicht, somit betrug die Hazard ratio für einen Jugulariskatheter 2,1 und für einen Femoraliskatheter 3,5. Allerdings war das Risiko mechanischer Komplikationen in der Femoralisgruppe signifikant niedriger (0,7 %, Odds ratio 0,3 zur Subclaviagruppe), verglichen mit 1,4 % in der Jugularis- und 2,1 % in der Subclaviagruppe. Bei Betrachtung der gesamten Komplikationsrate von 3,1 % in der Subclaviagruppe gegen 3,3 % in der Femoralisgruppe und 3,7 % in der Jugularisgruppe zeigten sich dann keine signifikanten Unterschiede mehr, womit der Zugangsweg individuell gewählt werden kann. Es wurde aber nicht untersucht, inwieweit eine Ultraschall-gestützte ZVK-Anlage das Komplikationsrisiko besonders für einen Pneumothorax beeinflusst.

## Durchführung

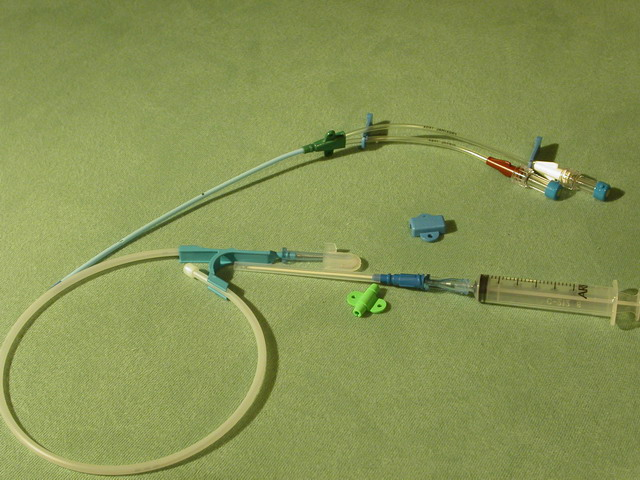
ZVK mit Punktionsmaterial

Zuerst wird die Punktionsregion inspiziert, eventuell unter Nutzung von Ultraschall. Bei der Vena-jugularis- und der Vena-subclavia-Punktion erfolgt nach Möglichkeit eine Kopftieflagerung bzw. Beinhochlagerung zur besseren Füllung der Vene (insbesondere der Vena jugularis interna) und zum Schutz vor Luftaspiration (Vena jugularis und Vena subclavia). Bei unzureichender Venenfüllung kann zunächst eine Volumenzufuhr über periphere Venen und ein Pressenlassen des Patienten hilfreich sein. Danach wird eine Desinfektion (wobei Chlorhexidin bessere Ergebnisse zeigte als Povidon-Jod) und anschließende örtliche Betäubung vorgenommen.
Die Punktion in steriler Technik erfolgt entweder anhand bestimmter anatomischer Strukturen und deren „Landmarken“ oder unter Ultraschalldarstellung. Der Katheter wird häufig mit Hilfe der Seldinger-Technik eingeführt. Es sind aber auch Direktpunktionssets im Handel. Deren Vorteil besteht in der schnelleren Anlage ohne Führungsdraht, der Nachteil in der Venenpunktion mit einer großlumigen Kanüle, durch die der Katheter direkt eingeführt wird.
Nun kann gegebenenfalls eine Lagekontrolle mit Hilfe des Endo-EKG vorgenommen werden. Über den mit Hilfe einer Markierung genau an die ZVK-Spitze zurückgezogenen Seldinger-Draht wird ein Monitor-EKG abgeleitet. In der Nähe des rechten Vorhofs kommt es zu einer spitzen Überhöhung der P-Welle, die sich beim Zurückziehen des Katheters wieder normalisiert, so dass sich die korrekte Lage in der oberen Hohlvene einstellen lässt.
Danach erfolgt eine Aspirationskontrolle (Ansaugen von Blut mit der aufgesetzten Spritze) und Spülung des Katheters. Der ZVK kann durch Halteclip und Naht, oder auch durch Heftpflaster an der umgebenden Haut befestigt werden. Zuletzt wird ein steriler Pflasterverband angelegt. Eine Thorax-Röntgenaufnahme kann zur abschließenden Lagedokumentation und zum Ausschluss eines Pneumothorax bei schwieriger Punktion erfolgen.

## Komplikationen
Bei der Anlage zentraler Venenkatheter besteht die Gefahr vielfältiger Komplikationen. Hierzu gehören die Bildung von Hämatomen nach Fehlpunktion oder Perforation der Vene, seltener einer Arterie (insbesondere der Arteria carotis interna) oder die Verletzung benachbarter Nerven, eine Fehllage des ZVK (mit Herzrhythmusstörungen bei intrakardialer Lage oder falsch-hohem Venendruck bei Anliegen an der Gefäßwand) und ein Pneumothorax, auch als akut lebensgefährlicher Spannungspneumothorax, bei Verletzung der Pleura, sowie im Extremfall eine Herzbeuteltamponade bei Fehlpunktion.
Eine Besiedelung durch Bakterien oder Pilze führt zur so genannten zentralvenenkatheterassoziierten Bakteriämie bzw. Fungämie und oft zu einer, im angelsächsischen Sprachraum als catheter-related blood stream infection (CRBSI) bezeichneten, Kathetersepsis, an der im Verlauf im Jahr 1994 15–25 % der Patienten verstarben. Die Inzidenz für eine Kathetersepsis in der Europäischen Union wurde mit 1,55 pro 1.000 ZVK-Liegetagen angegeben.
Durch Eindringen von Luft in das venöse System besteht die Gefahr einer Luftembolie. Thrombenbildung und Thrombophlebitis sind weitere Komplikationen. Aus diesem Grund ist bei der Verwendung des Katheters z. B. zur regelmäßigen Blutentnahme auf besondere Vorkehrungen zum Schutz vor Lufteinsaugen zu achten sowie auf ausreichendes Desinfizieren der Schlauchverbindungen. Klemmvorrichtungen und Ventilsicherungen sind vor Anbringen eines Adapters oder einer Injektionsspritze so zu benutzen, dass keine Luft eintritt.
Bei der Blutentnahme ist auf das Entnehmen und Verwerfen einer geringen Menge Blutes vor Entnahme der echten Blutproben für das Labor im Sinne einer korrekten Präanalytik zu achten. Auch das Nachspülen mit physiologischer Kochsalzlösung oder etwaiger nicht aggressiver Infusionslösung mit kurzfristig erhöhter Flussgeschwindigkeit bzw. Tropfenzahl gehört zum pflichtgemäßen und sachgemäßen Umgang mit diesem herznahen und damit nicht ungefährlichen Katheter.